# San Juan Tuxco
San Juan Tuxco (del náhuatl: tochtli, co ‘conejo, en’‘En los conejos’) es una localidad del estado mexicano de Puebla. Es parte del municipio de San Martín Texmelucan.

## Demografía
| Gráfica de evolución demográfica |
|                                  |

| Censo | Población |
| ----- | --------- |
| 1900  | 817       |
| 1910  | 890       |
| 1921  | 964       |
| 1930  | 1 093     |
| 1940  | 1 240     |
| 1950  | 1 512     |
| 1960  | 2 154     |
| 1970  | 2 384     |
| 1980  | 2 943     |
| 1990  | 4 068     |
| 1995  | 4 777     |
| 2000  | 5 128     |
| 2005  | 5 510     |
| 2010  | 6 170     |
| 2020  | 7 307     |